# Yoo Seon-Ho
Yoo Seon-Ho (kor. 유선호;ur. 1 grudnia 1992) – południowokoreański zapaśnik walczący w stylu wolnym. Zajął siódme miejsce na mistrzostwach Azji w 2024. Brązowy medalista wojskowych MŚ z 2017 roku.